# John Cody
John Patrick Cody, född 24 december 1907 i Saint Louis, Missouri, USA, död 25 april 1982 i Chicago, Illinois, USA, var en amerikansk kardinal och ärkebiskop, först i New Orleans från 1962 till 1965, och sedan Chicago från 1965 till 1982.
Påve Paulus VI utsåg den 26 juni 1967 Cody till kardinalpräst av Santa Cecilia.